# Misumenops khandalaensis
Misumenops khandalaensis es una especie de araña cangrejo del género Misumenops, familia Thomisidae. Fue descrita científicamente por Tikader en 1965.

## Distribución
Esta especie se encuentra en India.